# Elaeocarpus costatus
Elaeocarpus costatus är en tvåhjärtbladig växtart som beskrevs av M. R. F.Taylor. Elaeocarpus costatus ingår i släktet Elaeocarpus och familjen Elaeocarpaceae. Inga underarter finns listade i Catalogue of Life.